# Galium killipii
Galium killipii är en måreväxtart som beskrevs av Lauramay Tinsley Dempster och Friedrich Ehrendorfer. Galium killipii ingår i släktet måror, och familjen måreväxter.
Artens utbredningsområde är Peru. Inga underarter finns listade i Catalogue of Life.